# 华中科技大学校友列表
本列表收录华中科技大学部分知名校友。

## 大学校长与书记
- 朱九思 教育家
- 罗俊 中山大学校长，原华中科技大学常务副校长
- 蒋昌忠 湖南省教育厅党组书记、省委教育工委书记。原湖南大学党委书记，原武汉大学党委副书记、纪委书记
- 段献忠 湖南大学校长，原华中科技大学常务副校长
- 邹寿彬 原电子科技大学校长
- 郑晓静 原西安电子科技大学校长，原兰州大学副校长
- 张清杰 武汉理工大学校长
- 周祖德 原武汉理工大学校长
- 骆清铭 海南大学校长
- 许晓鸣 原上海理工大学校长，原上海交通大学副校长
- 杨宝峰 哈尔滨医科大学校长
- 马小洁 兰州大学党委书记，原湖北文理学院党委书记
- 王乘 原兰州大学校长，原河海大学校长
- 刘吉臻 华北电力大学校长
- 丁烈云 原华中科技大学校长，原东北大学校长，原华中师范大学党委书记
- 陈小龙 同济大学副校长
- 喻世友 原中山大学副校长
- 杨 勇 厦门大学副校长
- 王世敏 湖北大学副校长
- 顾豪爽 湖北大学副校长
- 冯友梅 昆山杜克大学校长，原武汉大学常务副校长
- 黄从新 原武汉大学副校长
- 曹一家 长沙理工大学校长，原湖南大学副校长
- 胡敏强 东南大学常务副校长
- 瞿金平 华南理工大学副校长
- 陈建新 华南理工大学党委副书记
- 杨宗凯 西安电子科技大学校长，原华中师范大学校长
- 杨志光 中南财经政法大学副校长
- 陈小筑 原西北工业大学党委书记
- 刘伟 武汉理工大学党委书记
- 刘建凡 湖北省政协科教文卫体委员会副主任，原湖北大学党委书记
- 王智平 兰州理工大学党委书记
- 邓晓华 南昌大学副校长
- 周哲玮 原上海大学常务副校长、党委副书记
- 陈新 广东工业大学校长
- 郭兴蓬 广州大学副校长
- 刘塨 华侨大学副校长
- 罗锡文 华南农业大学原副校长

## 国内院士
- 程时杰 中国科学院院士
- 杨叔子 中国科学院院士
- 朱中梁 中国科学院院士
- 熊有伦 中国科学院院士
- 罗俊 中国科学院院士
- 方忠 中国科学院院士
- 丁汉 中国科学院院士
- 郑晓静 中国科学院院士
- 梁伯强 中国科学院院士
- 周济 中国工程院院士，中国工程院院长
- 樊明武 中国工程院院士
- 潘垣 中国工程院院士
- 崔昆 中国工程院院士
- 刘广润 中国工程院院士
- 张勇传 中国工程院院士
- 李培根 中国工程院院士
- 叶声华 中国工程院院士
- 岑可法 中国工程院院士
- 杨宝峰 中国工程院院士，哈尔滨医科大学校长
- 姚绍福 中国工程院院士
- 郭孔辉 中国工程院院士
- 谭建荣 中国工程院院士
- 段正澄 中国工程院院士
- 罗锡文 中国工程院院士
- 尤政 中国工程院院士
- 郭剑波 中国工程院院士
- 杨华勇 中国工程院院士
- 胡盛寿 中国工程院院士
- 钮新强 中国工程院院士
- 裘法祖 中国科学院院士
- 吴孟超 国家最高科技奖获得者，中国科学院院士
- 吴旻 中国科学院院士
- 陆道培 中国工程院院士
- 侯云德 中国工程院院士
- 周宏灏 中国工程院院士

## 海外院士与学会会士
- 美国国家工程院、美国文理学院院士 陈刚
- 美国国家工程院院士  汪立宏
- 美国国家工程院院士  罗爱华
- 美国国家工程院外籍院士 周济
- 美国国家医学院院士 胡丙长
- 美国国家医学院院士 明国莉
- 英国皇家工程院院士 蒋向前
- 澳大利亚工程院院士 程一兵
- 德国自然科学院院士 武忠弼
- 欧洲自然与社会科学院院士 余翔
- 瑞典皇家工程科学院外籍院士 周济
- 美国电气和电子工程师协会会士（IEEE Fellow） 程时杰、朱建刚、吴青华、杨庆、汪立宏、章君山、吴大鹏、刘胜、Zhou Wang
- 美国物理学会会士（APS Fellow） 仲冬平、王中林、方忠、王楠林、陈刚、任志锋
- 英国工程技术学会会士（IET Fellow）蒋向前、刘儿兀
- 美国机械工程师协会会士（ASME Fellow） 孙剑桥、陈 刚、刘 胜、Kai H. Luo、Pei Zhong、王昌凌
- 英国皇家航空学会会士（RAeS Fellow）杨建
- 英国皇家艺术学会会士（RSA Fellow） 蒋向前
- 国际光学工程学会（SPIE Fellow） 骆清铭、周治平、瞿佳男
- 美国科学促进会会士（AAAS Fellow） 王中林、贺熹、仲冬平
- 美国光学学会会士（OSA Fellow） 汪立宏 、骆清铭 、瞿佳男
- 美国统计学会会士（ASA Fellow） Yanqing Sun
- 美国航空航天学会通讯会士（AIAA Associate Fellow）鲁红兵
- 国际宇航科学院通讯院士（IAA Corresponding Member） 吴伟仁
- 美国汽车工程师学会院士（SAE Fellow） 胡浩然
- 美国金属学会会士 （ASM Fellow），美国焊接学会会士 （AWS Fellow），加拿大焊接学会会士 （CWA Fellow）厉雷钧
- 美国国家科学院院士等6院士 钱煦

## 政治人物
- 周济 十七、十八届中央委员，中国工程院院长、党组书记，前教育部部长
- 钱信忠 原中顾委委员，卫生部原部长、党组书记、国家计划生育委员会原主任
- 李传卿 十六届中纪委委员、国家质量监督检验检疫总局原党组书记、副局长
- 谢伏瞻 中国社会科学院院长，原河南省委书记，原中华人民共和国国务院研究室主任，原国家统计局局长
- 娄勤俭 原江苏省委书记，原陕西省委书记，原中华人民共和国信息产业部副部长
- 陈小娅 原科技部副部长、党组成员、直属机关党委书记，原教育部副部长、党组成员，教育部总督学
- 李军 中国银行党委副书记、监事长,原交通银行行长,斯坦福大学博士
- 刘石泉 十六、十七、十八届中央候补委员，中国航天科工集团公司副总经理、党组成员、第四研究院院长，“中国巡航导弹之父”
- 徐晓 共青团中央书记处书记
- 胡和立 国务院科技领导小组办公室主任
- 江金权 中共中央政策研究室副主任
- 何界生 卫生部原副部长，中国人寿保险公司原董事长、总经理
- 李定凡 中国核工业总公司原总经理
- 刘顺达 国有重点大型企业监事会主席，中国大唐集团公司原董事长、党组书记
- 邓波清 中国驻尼日利亚特命全权大使

## 经济学家
- 张培刚 经济学家，发展经济学创始人
- 巴曙松 经济学家，国务院发展研究中心金融研究所副所长
- 林少宫 计量经济学家
- 张军扩 经济学家，国务院发展研究中心副主任
- 张燕生 经济学家，国家发展和改革委员会学术委员会秘书长
- 陈小洪 经济学家，国务院发展研究中心企业研究所所长
- 李佐军 经济学家，国务院发展研究中心资源与环境政策研究所副所长
- 向松祚 经济学家，中国农业银行首席经济学家，中国人民大学国际货币研究所副所长，国际货币金融机构官方论坛（OMFIF）顾问、研究委员会成员
- 徐滇庆 经济学家，西安大略大学休伦学院教授，长城金融研究所所长，被誉为“中国民营银行之父”
- 刘黎明 岭南大学商学院院长及运营管理学讲座教授
- 宋敏 经济学家，香港大学金融系教授，香港大学中国金融研究中心主任
- 方振民 经济学家，香港城市大学教授，师从诺贝尔经济学奖得主亨利·马柯维奇
- 艾春荣 经济学家 佛罗里达大学 (University of Florida) 经济系教授
- 石寿永 经济学家 多伦多大学 (University of Toronto) 经济系教授 Canada Research Chair
- 田国强 经济学家 德克萨斯A&M大学 (Texas A&M University) 经济系教授 上海财经大学经济学院院长
- 谭国富 经济学家 南加州大学 (University of Southern California ) 经济系教授
- 张忠 宾夕法尼亚大学 (University of Pennsylvania ) 沃顿商学院 (The Wharton School) Murrel J. Ades 教授
- 李海峥 经济学家，佐治亚理工学院经济学院教授

## 大学教授
- 李少凡 伯克利加州大学 (University of California, Berkeley ) 土木与环境工程系教授
- 叶荫宇 斯坦福大学 (Stanford University) 管理科学与工程系, 电机工程系终身教授
- 陈刚 麻省理工学院 (Massachusetts Institute of Technology) 机械工程系终身教授，系主任，美国国家工程院院士[1]
- 刘建华 威斯康星大学 (University of Wisconsin) 终身教授
- 邹伟平 密歇根大学终身教授，DeNancrede冠名教授，肿瘤免疫领域科学家
- 汪宁 伊利诺伊大学香槟分校 (University of Illinois at Urbana-Champaign) 终身教授
- 高光荣 特拉华大学教授，大陆学者在麻省理工学院获得计算机科学博士学位第一人
- 孙剑桥 加州大学美熹德分校教授，ASME Fellow
- 冯蔚 北卡罗莱纳大学威明顿分校数学系主任
- 朱建刚 卡内基梅隆大学 (Carnegie Mellon University) 电机与计算机工程系正教授
- 贺熹 哈佛大学 (Harvard University) 医学院神经学系系教授
- 胡丙长 哈佛大学 (Harvard University) 公共卫生学院教授
- 傅晓岚 牛津大学国际发展系教授，牛津大学技术和管理发展中心主任
- 汪立宏 华盛顿圣路易斯大学教授，国际生物医学光学协会主席，IEEE fellow
- 仲冬平 俄亥俄州立大学物理系教授，APS Fellow
- 唐军建 建筑设计公司HDR政府工程总建筑设计师，美国首位获得“奥本勋章”的华裔建筑工程师
- 吴青华 利物浦大学工学院院长，电气与电子工程系教授，IEEE Fellow
- 杨庆 国际计算机学家，罗德岛大学教授，IEEE Fellow
- 章君山 亚利桑那州立大学电子计算机与能源学院教授，IEEE Fellow
- 吴大鹏 佛罗里达大学电子工程系教授，IEEE Fellow
- Zhou Wang 加拿大滑铁卢大学电子计算机工程系教授，IEEE Fellow
- Kai H. Luo 南安普顿大学可持续能源和环境研究院教授，ASME Fellow
- Pei Zhong 杜克大学机械工程与材料科学系教授，ASME Fellow
- Yanqing Sun 北卡罗来纳大学夏洛特分校数学与统计系教授，ASA Fellow
- 厉雷钧 阿尔伯塔大学化工及材料工程系教授，系主任， ASM Fellow, AWS Fellow，CWA Fellow
- 王昌凌 香港中文大学电子计算机会工程系教授，ASME Fellow
- 胡浩然 汽车工程学家，美国伊顿公司全球首席科学家，麻省理工学院机械工程博士，SAE Fellow（汽车界最高荣誉）
- 刘胜 长江学者特聘教授，华中科技大学微系统研究中心主任，ASME Fellow，IEEE Fellow
- 王楠林 中国科学院物理研究所研究员，中科院“百人计划”，APS Fellow
- 方忠 中国科学院物理研究所副所长，获得国际理论物理中心颁发的ICTP奖，APS Fellow
- 瞿佳男 香港科技大学电子与计算机工程系教授，OSA Fellow
- 陈北方 香港科技大学数学系教授，曾任教于麻省理工学院数学系
- Songqing Chen 乔治梅森大学计算机系教授
- 鲁红兵 俄克拉荷马州立大学机械与航空航天工程学院教授，美国航空航天学会通讯会士

## 企业家
- 李一男 企业家 百度首席技术官,现中国移动12580运营公司CEO
- 汪潮涌 企业家 信中利投资集团公司（ChinaEquity Group Inc.）董事长与CEO
- 王锴 企业家
- 郑宝用 企业家 前华为技术有限公司常务副总裁
- 朱江晓 企业家
- 胡厚琨 华为技术有限公司高级副总裁、销售与服务体系总裁
- 万平国 中网公司董事长兼总裁
- 张向宁 中国万网创始人 董事长 CEO
- 陈淑宁 文思创新软件技术有限公司(NYSE: VIT) 创始人 董事长兼CEO
- 向松祚 华友世纪通讯有限公司 (NASDAQ: HRAY) 创始人,董事长
- 花欣 迈普集团董事长
- 龚虹嘉 科技企业家，2013年福布斯富豪排行榜第17位
- 张鸿毓 千里马集团董事长
- 严援朝 IT人士 曾任新浪网总工程师兼CTO
- 姚欣 上海聚力传媒有限公司 CEO, PPLive(现PPTV)编写者
- 张小龙 腾讯公司副总裁, 微信创始人
- 杨永智 百纳信息CEO，海豚浏览器创始人
- 孙建平 中国平安董事长兼CEO
- 周云杰 海尔电器董事长
- 陈邦栋 上海思源电气创始人，历任董事长、总经理
- 郎华 特雷克斯中国区总裁，麻省理工学院机械工程博士
- 袁仲荣 广州丰田汽车董事长
- 沈炜 Vivo创始人、总裁兼首席执行官

## 其他
- 徐涛 （页面存档备份，存于） 中国科学院生物物理所所长
- 袁家虎 中国科学院成都分院党组书记
- 吴伟仁 中国探月工程总设计师，国际宇航科学院通讯院士
- 于登云 中国航天科技集团公司科技委副主任、中国探月工程副总设计师
- 吴晓光 中国船舶重工集团公司第七〇一研究所所长、研究员，国家航母工程副总设计师
- 孔力 中国科学院计划财务局局长
- 李东 经济学者，德州农工大学经济学博士，堪萨斯州立大学经济系副教授
- 蔡巍 华中科技大学少年班毕业，斯坦福大学机械系副教授，2005年美国青年科学家总统奖获奖者，2013年ASME休斯青年研究者奖唯一获得者
- 刘钢 加州大学伯克利分校生物工程博士，2010年美国青年科学家总统奖获得者
- 向惠云 俄亥俄州立大学医学院与公共卫生学院终身正教授，荣获美国伤害与暴力研究学会突出贡献奖
- 曹林 中国青年报主任编辑、评论员、评论部副部长
- 郭剑波 十八届中央候补委员，中国工程院院士，中国电力科学研究院院长
- 梁伯强 中国病理学奠基人之一
- 金问淇 妇产科专家
- 贝时璋 中国细胞学、胚胎学创始人之一 生物物理学奠基人，中国科学院学部委员
- 李赋京 病理学家
- 谷镜汧 病理学家
- 沈其震 医学生理学家 中科院学部委员，现代中国医学科学院/协和医科大学第一任院校长
- 吕富华 药理学家 医学教育家
- 陶桓乐 呼吸内科专家
- 谢敏晋 微生物学家 生物制品学家
- 武忠弼 病理学家 德国自然科学院院士 世人称之为同济活化石
- 邵丙扬 内科学家
- 过晋源 内科学家
- 桂希恩 传染病专家 贝利·马丁奖章获得者
- 张应天 首届 中国医师奖 获得者
- 钱信忠 原中华人民共和国卫生部部长
- 殷大奎 原中华人民共和国卫生部副部长
- 何界生 原中华人民共和国卫生部副部长 中国人寿保险公司总经理
- 李娜 2011年法网女单冠军、2014年澳网女单冠军，亚洲第一个网球大满贯单打冠军，最高世界排名第3位
- 郑钦文 2024年巴黎奥运会网球女单冠军，中国首位女子网球单打奥运冠军。
- 高凌 2000年悉尼奥运会羽毛球混双冠军、2004年雅典奥运会羽毛球混双冠军（肄业）
- 杨威 2008年北京奥运会男子体操个人全能冠军、男子体操团体冠军（肄业）
- 李婷 2004年雅典奥运会网球女双冠军
- 赵芸蕾 2012年伦敦奥运会羽毛球女双冠军、混双冠军
- 李行亮 天娱传媒签约歌手，2010年湖南卫视快乐男声全国6强。2012年参加中国好声音，加入刘欢组，与袁娅维演唱过渔光曲。
- 王喆 星光国际传媒集团董事长，华中大非正式版校歌《记忆中》、神七主题曲《飞》等的演唱者。
- 孟晚舟 华为公司现任副董事长兼首席财务官（CFO），华为创办人任正非与第一任妻子孟军（前四川省副省长孟东波之女）所生的长女。